# Sampelga (Burkina Faso)
Pour les articles homonymes, voir Sampelga.
Pour le département et la commune rurale, voir Sampelga (département).
Sampelga est un village et le chef-lieu du département et la commune rurale de Sampelga, situé dans la province du Séno et la région du Sahel au Burkina Faso.

## Géographie
Le village est traversé par la route nationale 24 reliant Dori à Sebba.